# Karl Huhold
Karl Huhold (* 15. April 1897; † 20. Oktober 1961 in Braunschweig) war ein deutscher Offizier und Funktionär im Stahlhelm, Bund der Frontsoldaten (ab 1934 gleichgeschaltet als  Nationalsozialistischer Deutscher Frontkämpferbund (Stahlhelm)). Er gilt als einer der Retter der Stadt Halle (Saale) am Ende des Zweiten Weltkrieges.

## Leben und Wirken
Im Ersten Weltkrieg diente Huhold bei der Kaiserlichen Marine und wurde am 21. Januar 1920 als Oberleutnant a. D. entlassen.
Der SA-Obergruppenführer Manfred von Killinger ordnete Ende Juli 1933 im Zuge der Eingliederung des Stahlhelms in die SA an, dass der Oberleutnant a. D. Huhold Stahlhelmführer bei der SA-Gruppe Mitte wird und Martin Hauffe die gleiche Funktion in der SA-Gruppe Sachsen übernimmt. Zum Abschluss der 10-jährigen Gründungsfeier des Stahlhelms hielt er im Kristallpalast in Magdeburg eine Rede über die Geschichte des Stahlhelms in Deutschland seit 1924. Im folgenden Jahr wurde der Stahlhelm (NSDFB) aufgelöst.
Neben anderen Personen wie Felix Graf von Luckner ist es auch Huholds persönlichem Einsatz zu verdanken, dass die Stadt Halle (Saale) bei ihrer Eroberung im Zweiten Weltkrieg nicht zerstört wurde. Im April 1945 drohten die US-Amerikaner mit der massiven Bombardierung Halles für den Fall, dass sich die Stadt nicht ergeben würde. In Begleitung Luckners gelang es Huhold, sich zur US-Armee durchzuschlagen. Nach Vorsprache beim Kommandeur der 104. US-Infanteriedivision (auch „Timberwolves“ genannt), die Halle erstürmen sollte, konnten beide den deutschen Stadtkommandanten überzeugen, aus Halle abzuziehen. Dies geschah entgegen einem ausdrücklichen Führerbefehl, die Stadt „bis zum Letzten“ zu verteidigen. Die deutschen Truppen zogen nach Süden ab, und Halle wurde zur offenen Stadt. Bereits startbereite alliierte Bomberverbände blieben daraufhin am Boden. So konnten Huhold und Luckner durch Verhandlungen die Zerstörung der Stadt verhindern. Darin erinnert heute eine Gedenktafel in Halle.
Er liegt auf dem Hauptfriedhof in Braunschweig begraben.